# Пречистенская церковь (Ляховичи)
Православная приходская церковь в честь Рождества Пресвятой Богородицы (Пречистенская) (бел. Свята-Раства-Багародзіцкая царква) — православный храм в Ляховичи Дрогичинского района Брестской области

## Расположение
Находится по ул. им. Буденного, 4. К приходу причисляются селения: Ляховичи, Заречка, Кублик, Белинок, Малиновка, Великий Лес, Хидры, Селище.

## История
Существует из древних времен. Год основания первой церкви неизвестен. Впервые упоминается в 1767 г.
В 1823 г. за приходом числилось 821 человек (104 двора). В 1834 г., благочинный Дрогичинского деканата информирует о состоянии дел деканата Литовскую консисторию, где перечисляется Ляховичская церковь, которая имеет опрятный вид, не ветхая, нет иконостаса.
Из донесения Литовской консистории №498 от 20 сентября 1834 г. Гродненскому губернатору М.Н. Муравьеву, что Пречистенская церковь бедная и ей потребуется установить иконостас согласно положению православной церкви.
Из донесения епископа Иосифа (Семашко) Литовской коллегии №731 от 14 августа 1836 г. в церкви устроен иконостас и полностью соответствует требованиям греко-восточной веры.
В 1873 г. за приходом причисляется 1262 душ. В 1879-1881 гг. церковь была уничтожена в пожаре. 

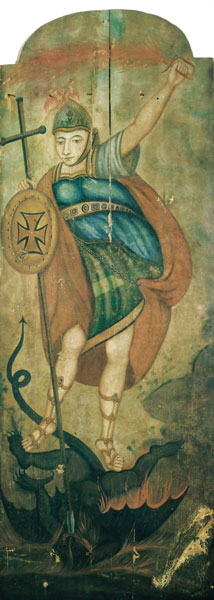
«Архангел Михаил». Вторая половина XVIII в. Музей древнебелорусской культуры

Нынешняя церковь деревянная, построена на новом месте в 1883 г. на средства прихожан (5000 руб.) и государства (2498 руб.) и освящена 12 февраля 1884 г..
На 1884 г. относилась к Бездежскому благочинию (образовано 11.01.1872 г.) Брестского викариатства Литовской епархии.
При церкви существовала церковно-приходская школа (открыта в 1861 г. священником Зеноном Ивацевичем).
На 1893 г. храм был церковной утварью не достаточен. Имел 36 д. земли, большинство которой было плохого качества. Приход имел 200 дворов и 1622 прихожан.
В 1898 году на нужды храма протоиереем Иоанном Сергиеевым было прислано 100 рублей.
В 1924 г. по проекту Министерства исповеданий Польши, приход стал - штатным приходом.
Священник Феодор Русецкий ежегодно при стечении верующих совершал богослужение в память об убийстве большевиками царя-страстотерпца Николая II и его семьи.
В 30-х годах XX века были попытки польского правительства сделать приход греко-католическим, однако не получил поддержки местного населения.
17 ноября 1936 г. у одной прихожанки д.Заречка произошло обновления Казанской иконы Божией Матери, от которой исходил колокольный звон. Комиссия Пинской епархия засвидетельствовала это событие. Икону перенесли в приходской храм с.Ляховичи. В память об чудесном событии 25 сентября 2010 г. в д.Заречка была освящена Брестским епископом Иоанном построенная храм-часовня во имя Казанской иконы Божией Матери.
Во время ВОВ в храме проживали немецкие солдаты, колокольню церкви использовали как наблюдательный пункт. Богослужения не совершались. Крещения совершались на дому.
Во время советской власти церковь не закрывалась благодаря активной деятельности прихожан. При постройке в 70-х гг. ХХв. новой дороги Дрогичин-Дивин с ответвлением в с.Ляховичи было почти полностью уничтожено древнее кладбище.
В конце 80-х XX века проводился ремонт церкви. В 2000 г. были отремонтированы два старых колокола и куплен один новый. В 2011 г. были заменены купола на новые.
В 2016 г. потомки эмигрантов с помощью Западно-Американской Епархии Русской Православной Церкви заграницей передали в дар церкви частицу мощей святителя Иоанна Шанхайского и Сан-Францисского Чудотворца.
На сегодняшний день церковь действующая, является памятником народного деревянного зодчества и включена в Государственный список историко-культурных ценностей Республики Беларусь.

## Настоятели
Иерей Иустин Кузминский (викарий в 1823)
Иерей Николай Лихачевский (1832 - после 25.2.1837 ?.)
Иерей Феодор Лешневич (викарий в 1836 - после 25.2.1837 ?)
Иерей Зенон Ивацевич 1861 г. (викарий)
Иерей Василий Лихачевский (до 1861? - 1871)
Иерей Зенон Ивацевич (1871 - 19.7.1879)
Иерей Николай Дружиловский (14.8.1879-1889)
Иерей Михаил Трофимович (8.05.1890-8.2.1896)
Иерей Феодор Лавринович (31.3.1896 - ?)
Иерей Иоанн Красковский (2.8.1896- 3.8.1898)
Иерей Павел Виноградов (24.8.1898 - 19.4.1901)
Иерей Алексей Поспелов (21.6 - 9.7.1901)
Иерей Иоанн Девицкий (15.8 - 1.9.1901)
Иерей Павел Виноградов (повторно) (1.9.1901 - после 1915?)
Иерей Иоанн Самойлович (? - 1926)
Иерей Феодор Русецкий (1926 - 1936)
Протоиерей Симеон Бразовский (1936-1943)
Протоиерей Николай Жидкевич (1940-е гг.)
Протоиерей Борис Запольский (1949 - 1952)
Протоиерей Григорий Мазурук (1952 - 1962)
Протоиерей Филипп Клеш (1960-е гг.)
Иерей Прокофий Столяр (1960-е гг.)
Протоиерей Борис Бочаров (1960-е гг.)
Иерей Иоанн Юрашевич (1970 - 1987)
Протоиерей Геннадий Ворон (1987- 2011)
Иерей Сергий Богуш (с 2011)